# 定位元音

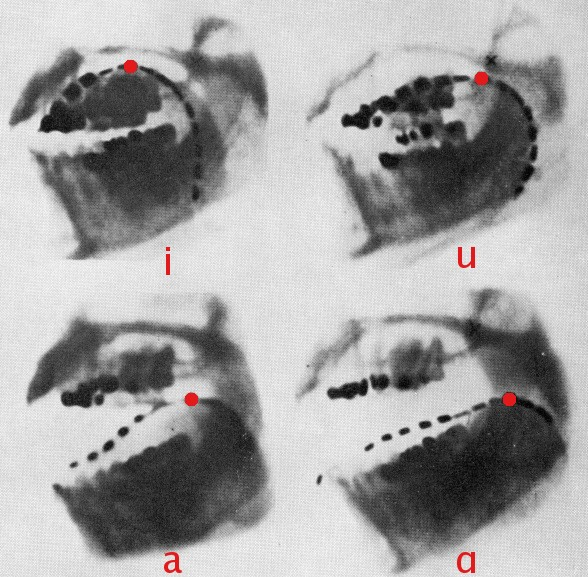
丹尼爾·瓊斯發音的X射線圖[i、u、a、ɑ]。

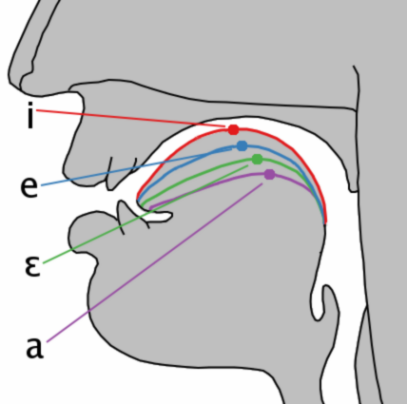
定位前元音的最高舌位

定位後元音的最高舌位

定位元音的相對最高舌位圖表

一幅較常見的定位元音最高舌位簡圖

定位元音又稱為基本元音、正则元音（英语：cardinal vowel），是一組用以參考的元音，讓語音學者描述語言的元音之標準位置，例如普通話的“筆”字（bǐ），其元音可以描述為定位元音1[i]，也就是最接近它的定位元音。
當舌頭位於極端的位置，發出的元音就是定位元音，不論位置的前後或高低。現時的系統由丹尼爾·瓊斯（Daniel Jones）在20世紀初設計，然而这一概念早已由其他語音學者提出（一种说法是于19世纪晚期，由语言学家埃利斯首先提出），而“cardinal”这一术语由贝尔选定，后为斯威夫特所采用。
其中三個定位元音[i]、[ɑ]和[u]有發音定義。如要發出[i]，舌頭需要盡可能伸至最前和最高，並且張開嘴唇（不圓唇）。如要發出[u]，舌頭需要盡可能伸至最後和最高，而嘴唇噘起（圓唇）。發此音的動作，大約有如吹出很低音的哨子，或者吹蠟燭。如要發出[ɑ]，舌頭則要盡可能伸至最後和最低。
其他元音與這些“角落元音”的“聽覺距離”相等，分成四種間隙度或“高度”：閉（高舌位）、半閉、半開和開（低舌位）。西非的Ngwe語的元音系統中，有八個元音被認為與八個主要定位元音很相似（ 1971:67）。
這四種間隙度加上前後元音之分，以發音和聽覺的混合標準定下八個參考點。這八個元音也就是八個主定位元音（又稱為主要元音）。這樣的元音在世上的語言很常見。
發音時前後和唇位轉變，可以發出不同的元音（見列表）。故此，定位元音1如若讀成圓唇音，就變成定位元音9，如此類推。這類元音稱為次定位元音。這些元音在世上的語言較不常見。國際音標的元音圖表也包括其他元音。

## 定位元音列表
1至8是主定位元音，9至16是次定位元音。1至8的唇位與9至16相反而成對，例如1對應9、2對應10。1至16發音位置前後不同而成對，例如1對應8、2對應7。附加17和18兩個閉央元音。
| 元音 | 國際音標 | 名稱             |
| ---- | -------- | ---------------- |
| 1    | [i]      | 閉前不圓唇元音   |
| 2    | [e]      | 半閉前不圓唇元音 |
| 3    | [ɛ]      | 半開前不圓唇元音 |
| 4    | [a]      | 開前不圓唇元音   |
| 5    | [ɑ]      | 開後不圓唇元音   |
| 6    | [ɔ]      | 半開後圓唇元音   |
| 7    | [o]      | 半閉後圓唇元音   |
| 8    | [u]      | 閉後圓唇元音     |
| 9    | [y]      | 閉前圓唇元音     |
| 10   | [ø]      | 半閉前圓唇元音   |
| 11   | [œ]      | 半開前圓唇元音   |
| 12   | [ɶ]      | 開前圓唇元音     |
| 13   | [ɒ]      | 開後圓唇元音     |
| 14   | [ʌ]      | 半開後不圓唇元音 |
| 15   | [ɤ]      | 半閉後不圓唇元音 |
| 16   | [ɯ]      | 閉後不圓唇元音   |
| 17   | [ɨ]      | 閉央不圓唇元音   |
| 18   | [ʉ]      | 閉央圓唇元音     |

在國際音標的數字列表（页面存档备份，存于），定位元音使用同樣的數字，不過數值全部加300。

## 定位元音圖
定位元音圖又稱為定位元音四邊形圖。圖中的元音符號成對出現，右邊的代表圓唇元音。